# ツクバネカズラ科
ツクバネカズラ科（ツクバネカズラか、学名 : Ancistrocladaceae）は、旧世界の熱帯地方で発見されたつる植物である。被子植物の科である。科名は、果実がツクバネに似たつる植物から由来する。ツクバネカズラ属（Ancistrocladus）のみを含む（単型科）である。

## 分類
2003年に発表されたAPG植物分類体系の第2版であるAPG IIでは、真正双子葉類のナデシコ目に属した。
ディオンコフィルム科（食虫植物であるトリフィオフィルム・ペルタトゥム（T. peltatum）を含む）とは、花粉と葉柄の構造が類似している事から密接な関係であるとされている。1981年に発表されたクロンキスト体系では、ディオンコフィルム科とともにスミレ目に属していた。タハタジャン体系では、 単独でツクバネカズラ目（Ancistrocladales）に属していた。

## 形態
ツクバネカズラ科の唯一の属であるツクバネカズラ属には、約20種存在する。山麓の低地で見られる。仮軸分岐するつる植物、または不規則に枝が広がる低木で、枝の先にある鉤によって高さ20 - 30mの林冠までよじ登る。葉は対生で、枝の先端近くに密集し、ロゼット状に生える。常緑である。全縁で、葉柄は短く、托葉は欠けている。ろう物質を分泌する腺がある。花は、長さ4 - 10mmの大きさで、頂生し、総状花序、穂状花序または円錐花序につく。5枚の萼と花弁をつける。果実は開花後も生長し翼のような萼がついている。

## 分布
ツクバネカズラ科ツクバネカズラ属の種は熱帯アフリカ、インド亜大陸、東南アジアに自生している。

## 医薬品への可能性
ツクバネカズラ属に関して、科学的関心が飛躍的に高まっている。
カメルーンで発見されたAncistrocladus korupensisには、HIVに対して非常に効果がある物質が含まれているとアメリカ国立がん研究所から発表された。その植物の成熟した葉に含まれるmichellamine Bは、ヒト免疫不全ウイルスによる培養リンパ球を阻害するという抗HIVの活性を示し、エイズの治療に役立つかと見られている。また、同種の植物からkorupensamine Eが抽出され、それは、抗マラリアの活性を示した。
Ancistrocladus abbreviatus は、発熱と麻疹に対する治療として、ガーナの伝統医療で使用されている。有効成分はこの植物から抽出されたancistrobrevine Dというアルカロイドである。
Ancistroclineは、Ancistrocladus tectorius から取り出されたアルカロイドであり、それは赤痢の治療に使用される。

## 種
2014年7月現在
1. Ancistrocladus abbreviatus Airy Shaw - 西アフリカ
2. Ancistrocladus attenuatus Dyer - 西ベンガル、ビルマ、アンダマン諸島
3. Ancistrocladus barteri Scott-Elliot - 西アフリカ
4. Ancistrocladus benomensis Rischer & G.Bringmann - マレーシアパハン州
5. Ancistrocladus congolensis J.Léonard  - コンゴブラザヴィル、ガボン、コンゴ民主共和国
6. Ancistrocladus ealaensis J.Léonard - コンゴブラザヴィル、ガボン、コンゴ民主共和国、中央アフリカ
7. Ancistrocladus grandiflorus Cheek - カメルーン
8. Ancistrocladus griffithii Planch. - インドシナ半島、アンダマン諸島
9. Ancistrocladus guineensis Oliv. - ナイジェリア、カメルーン、ガボン
10. Ancistrocladus hamatus (Vahl) Gilg - スリランカ
11. Ancistrocladus heyneanus Wall. ex J.Graham - インド南西部
12. Ancistrocladus ileboensis Heubl, Mudogo & G.Bringmann -コンゴブラザヴィル
13. Ancistrocladus korupensis D.W.Thomas & Gereau - ナイジェリア、カメルーン
14. Ancistrocladus letestui Pellegr. - コンゴブラザヴィル、ガボンコンゴ民主共和国、中央アフリカ
15. Ancistrocladus likoko J.Léonard - コンゴブラザヴィル、コンゴ民主共和国
16. Ancistrocladus pachyrrhachis Warb. - リビア
17. Ancistrocladus robertsoniorum J.Léonard - ケニア
18. Ancistrocladus tanzaniensis Cheek & Frim.  - タンザニア
19. Ancistrocladus tectorius (Lour.) Merr. - アンダマン諸島、カンボジア、 アンダマン諸島、中国海南省、ボルネオ島、スマトラ島、ラオス、マレーシア、ビルマ、シンガポール、タイ、ベトナム
20. Ancistrocladus uncinatus Hutch. & Dalziel - ナイジェリア
21. Ancistrocladus wallichii Planch. - インドアッサム州、バングラデシュ、アンダマン諸島